# Norowce
Norowce – grupa psów myśliwskich przystosowanych swą budową (wąski, niski tułów) do pracy w norach. Psy wprowadzane są do nor, w których można się spodziewać bytowania zwierząt (lisy, borsuki, króliki). Zadaniem psa jest wypłoszenie znajdującego się w norze zwierzęcia, a następnie zagonienie go przed myśliwego. Zaliczają się do nich m.in. teriery i jamniki.